# Боннье, Гастон
Гастон Эжен Мари Боннье (фр. Gaston Eugène Marie Bonnier или фр. Gaston Bonnier; 9 апреля 1853 — 30 декабря 1922) — французский биолог, ботаник и естествоиспытатель (натуралист).

## Биография
Гастон Эжен Мари Боннье родился в Париже 9 апреля 1853 года.
В 1877 году он защитил диссертацию на тему Nectaires. В 1886 году Гастон Эжен Мари Боннье стал директором новой ботанической научно-исследовательской лаборатории, которая была создана в Школе высших исследований. В 1887 году он был назначен на кафедру ботаники на факультете естественных наук в Париже. 1 декабря 1912 года был избран членом-корреспондентом Петербургской академии наук.
Боннье умер в Париже 30 декабря 1922 года.

## Научная деятельность
Боннье специализировался на семенных растениях.

## Научные работы
- Gaston Bonnier. 1882. Sur l’attraction des abeilles par les couleurs. Ed. París 1882.
- Georges de Layens; Gaston Bonnier. 1854. Cours complet d’apiculture (Culture des abeilles). Ed. París: Librairie générale de l’enseignement, 1854.
- Georges de Layens; Gaston Bonnier. 1906. L’hydromel vin hydromellisé, cidre hydromellisé, eau-de-vie de miel, vinaigre de miel. Ed. Paris: Librairie générale de l’enseignement, 1906.
- M. Georges de Layens; Gaston Bonnier. 1907. Curso completo de apicultura: (cultivo de las abejas). Ed. Barcelona: F. Granada, 1907.
- Gaston Bonnier. 1907. Le socialisme chez les abeilles: conférence faite á l’Institut général psychologique le 21 décembre 1907. Institut général psychologique. Ed. Paris: Au siége de la société, 1907.

## Почести
Род растений Bonniera семейства Орхидные и род растений Bonnierella семейства Аралиевые были названы в его честь.